# إدغار فري
إدغار فري (بالإنجليزية: Edgar Free)‏ هو طبيب أسنان أسترالي، ولد في 20 يونيو 1872 في بالارات في أستراليا، وتوفي في 12 فبراير 1938 في بريزبان في أستراليا.